# August Lanner
Augustin Lanner czasami zapisywany jako August Lanner (ur. 23 stycznia 1835 w Wiedniu, zm.  27 września 1855 tamże) – austriacki kompozytor, syn sławnego kompozytora Josepha Lannera. Początkowo był on nauczany w St. Anna-Schule ale nie pozyskał on tam edukacji w zakresie teorii muzyki. W latach późniejszych pobierał nauki z materii harmonii muzycznej a następnie kompozycji u kapelmistrza Josefa Strebingera, kompozytora Josefa Hellmesbergera i profesora Josepha Maysedera. Jego pierwszymi kompozycjami były walce, które nie zyskały znacznej popularności mimo wielkiego talentu Augusta.
Po śmierci Josepha Lannera w roku 1843 August dyrygował orkiestrą ojca w wieku zaledwie 8 lat na Bräuhausgarten in Fünfhaus przed liczącą 2000 widzów publicznością. Zmarł zaledwie 2 lata po swoim kompozytorskim debiucie w roku 1853 w wieku 20 lat na chorobę płuc.

## Lista kompozycji
Podczas swojej krótkiej kariery kompozytorskiej August skomponował 33 utwory taneczne:
1. „D'ersten Gedanken” – walc
2. „Sperl” - galop
3. „Frühlingsknospen” – walc
4. „Original” – polka
5. „Gruss an die Steiermark” – taniec styryjski
6. „Heiligenstädter-Souvenir” – kadryl
7. „Brabanter-Klänge” – walc
8. „Annen” – polka
9. „Sofien-Klänge” – walc
10. Marsch (bez tytułu)
11. „Die Drei und Zwanziger” – walc
12. „Keolanthe” – kadryl
13. „Kränzchen-Stammblätter” – walc
14. „Amalien” – polka
15. „Ballnacht-Träume” – walc
16. „Scherz” – polka
17. „Elisabeth Bürger-Ball-Tänze”
18. „Kaiser-Braut-Ankunfts” – marsz
19. „Die Gemüthlichen Wiener” – walc
20. „Elfen” – polka
21. „Festgedichte” – walc
22. „Vermählungs” – polka
23. „Kränzchen-Fest” – kadryl
24. „Prinzessin Sophie-Dorothea” – walc kołysanka
25. „Isar-Klänge” – walc
26. „Die Orientalen” – walc
27. „Vergissmeinnicht” – polka
28. „Mur-Lieder” – taniec styryjski
29. „Brucker-Jux” – polka
30. „Der Tanz durch’s Leben” – polka-mazur
31. „Waldvögerln” – walc
32. „Wiener Tanzeln aus der guten, alten Zeit” – walc
33. „Die Gustwerber” – walc